# Anka Aškerc
Anka Aškerc, slovenska umetnostna zgodovinarka in konservatorka, * 1945
Anka Aškerc je bila dolga leta ravnateljica Zavoda za spomeniško varstvo v Celju. Poleg tega je bila tudi predsednica Slovenskega konservatorskega društva, predsednica izvršnega odbora celjske kulturne skupnosti, sodelovala pa je tudi v Kulturni skupnosti Slovenije.

## Nagrade in priznanja
- 2006: Steletova nagrada za življenjsko delo za vrhunske dosežke na področju konservatorstva